# Chloridoideae
Chloridoideae es una subfamilia de plantas gramíneas.

## Morfología
Se trata de plantas herbáceas, con hojas provistas de pelos globosos y lígula pilosa. Presentan a menudo espiguillas comprimidas lateralmente y reunidas en racimos subespiciformes y unilaterales, con una o numerosas flores, cada una de ellas generalmente con dos lodículas carnosas, tres estambres y dos estigmas.

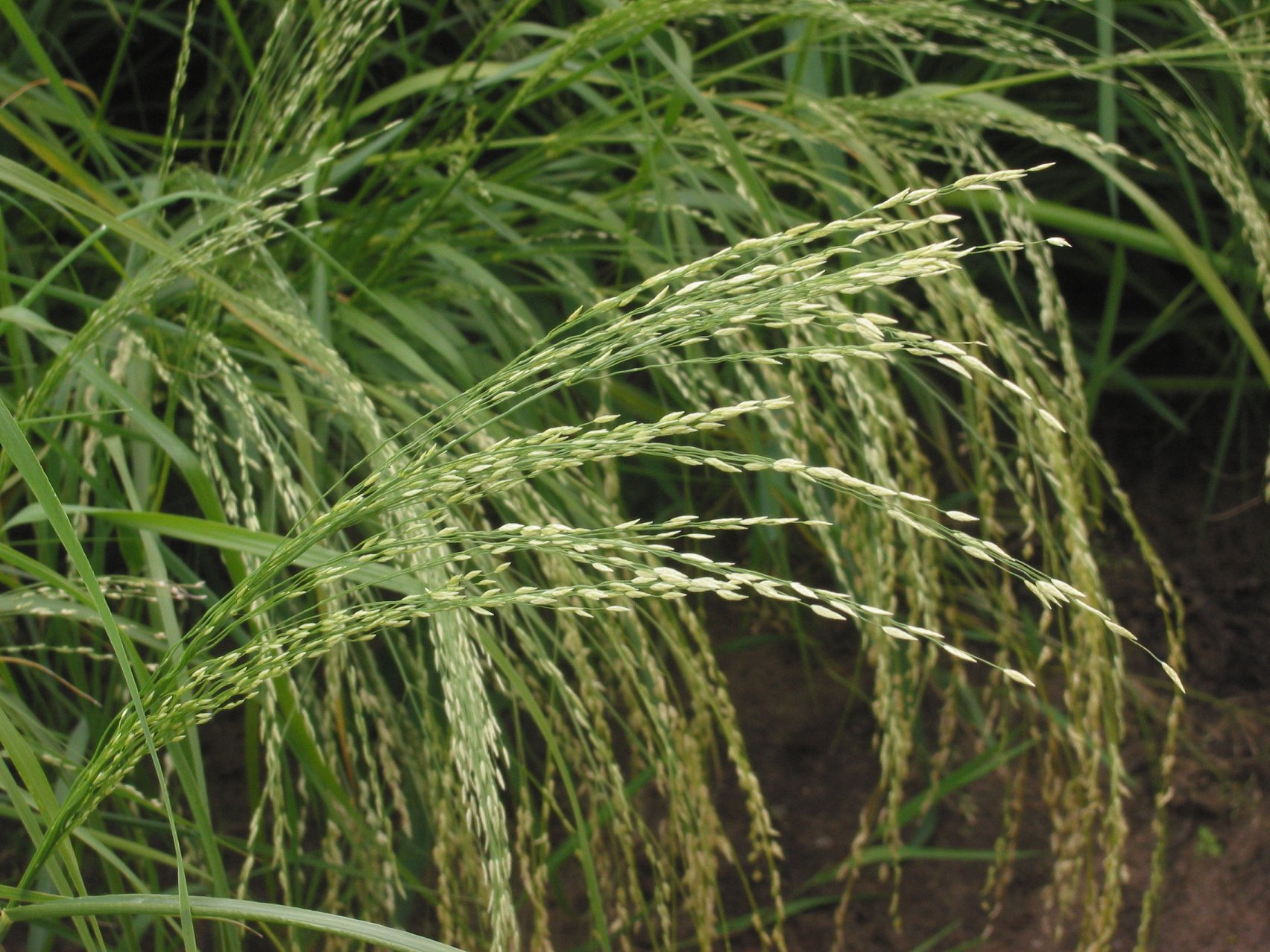
Inflorescencias de Eragrostis tef, una cloridoidea.

Los integrantes de las cloridoideas presentan espiguillas que se desarticulan por encima de las glumas y poseen pelos bicelulares distintivos en la epidermis de las hojas. No obstante, este último carácter puede ser una sinapomorfía de solo un subgrupo del clado. Todo el clado salvo dos especies muestra fotosíntesis por la vía del C4. Los números cromosómicos básicos prevalecientes en la subfamilia son x=9 y x=19, aunque existen géneros con x=7 y 8. La subfamilia se desarrolla mejor en regiones tropicales áridas y semiáridas, donde se supone que la fotosíntesis C4 es ventajosa. Los centros de distribución ubicados en África y Australia sugieren un origen en el Hemisferio Norte. Algunos géneros importantes son Eragrostis (350 especies), Muhlenbergia (160 especies), Sporobolus (160 especies), Chloris (55 especies), Spartina (15 especies), y Eustachys (10 especies), los primeros 3 géneros mencionados aparentemente son polifiléticos.
- Sinonimia: Chloridaceae (Berchtold & J. Presl) Herter, Eragrostidaceae (Stapf) Herter, Pappophoraceae (Kunth) Herter, Spartinaceae Burnett, Sporobolaceae Herter

Tiene las siguientes tribus : Cynodonteae - Eragrostideae - Leptureae - Orcuttieae - Pappophoreae
| - Tribu Orcuttieae Neostapfia Orcuttia Tuctoria - Tribu Pappophoreae Cottea Enneapogon Kaokochloa Pappophorum Schmidtia - Tribu Triodieae Monodia Plectrachne Symplectrodia Triodia | - Grupo principal Acamptoclados Acrachne Aegopogon Aeluropus Afrotrichloris Allolepis Apochiton Astrebla Austrochloris Bealia Bewsia Blepharidachne Blepharoneuron Bouteloua Brachyachne Brachychloa Buchloe Buchlomimus Calamovilfa Catalepis Cathestechum Chaetostichium Chaboissaea Chloris Chrysochloa Cladoraphis Coelachyropsis Coelachyrum Craspedorhachis Crypsis Ctenium Cyclostachya Cynodon Cypholepis Dactyloctenium Daknopholis Dasyochloa | Decaryella Desmostachya Diandrochloa Dignathia Dinebra Diplachne Distichlis Drake-Brockmania Ectrosia Ectrosiopsis Eleusine Enteropogon Entoplocamia Eragrostiella Eragrostis Erioneuron Eustachys Farrago Fingerhuthia Gouinia Griffithsochloa Gymnopogon Halopyrum Harpachne Harpochloa Heterachne Heterocarpha Hilaria Hubbardochloa Indopoa Ischnurus Jouvea Kampochloa Kengia Leptocarydion Leptochloa Leptochloöpsis Leptothrium Lepturella | Lepturidium Lepturopetium Lepturus Lintonia Lophacme Lopholepis Lycurus Melanocenchris Microchloa Monanthochloë Monelytrum Mosdenia Muhlenbergia Munroa Myriostachya Neeragrostis Neesiochloa Neobouteloua Neostapfiella Neyraudia Ochthochloa Odyssea Opizia Orinus Oropetium Oxychloris Pentarrhaphis Pereilema Perotis Piptophyllum Planichloa Pogonarthria Pogoneura Pogonochloa Polevansia Pommereulla Pringleochloa Psammagrostis Pseudozoysia | Psilolemma Pterochloris Redfieldia Reederochloa Rendlia Richardsiella Saugetia Schaffnerella Schedonnardus Schenckochloa Schoenefeldia Sclerodactylon Scleropogon Silentvalleya Soderstromia Sohnsia Spartina Sporobolus Steirachne Stiburus Swallenia Tetrachaete Tetrachne Tetrapogon Thellungia Tragus Trichoneura Tridens Triplasis Tripogon Triraphis Uniola Urochondra Vaseyochloa Vietnamochloa Viguierella Willkommia Zoysia |